# مواما
مواما (به انگلیسی: Moama) یک شهرک در استرالیا است که در نیو ساوت ولز واقع شده‌است.